# The Shocking Miss Emerald
The Shocking Miss Emerald – drugi studyjny album holenderskiej wokalistki jazzowej Caro Emerald wydany w Polsce 7 maja 2013 roku.

## Lista utworów
| Nr  | Tytuł utworu           | Tekst                                                                    | Długość |
| --- | ---------------------- | ------------------------------------------------------------------------ | ------- |
| 1.  | „Miss Emerald Intro”   | Jules Buckley                                                            | 0:39    |
| 2.  | „One Day”              | David Schreurs, Vincent Degiorgio                                        | 4:32    |
| 3.  | „Coming Back As a Man” | Schreurs, Degiorgio, Jan Van Wieringen, Robin Veldman, Wieger Hoogendorp | 3:34    |
| 4.  | „Tangled Up”           | Schreurs, Degiorgio                                                      | 3:17    |
| 5.  | „Completely”           | Caroline Van Der Leeuw, Schreurs, Degiorgio, Hoogendorp                  | 2:29    |
| 6.  | „Black Valentine”      | Schreurs, Degiorgio, Van Wieringen, Veldman, Hoogendorp                  | 5:03    |
| 7.  | „Pack Up the Louie”    | Schreurs, Degiorgio                                                      | 3:33    |
| 8.  | „I Belong To You”      | Schreurs, Degiorgio, Carl Sigman, Bert Kaempfert, Herbert Rehbein        | 3:27    |
| 9.  | „The Maestro”          | Van Der Leeuw, Schreurs, Degiorgio, Van Wieringen, Daan Herweg           | 2:37    |
| 10. | „Liquid Lunch”         | Schreurs, Degiorgio, Van Wieringen, Veldman, Hoogendorp                  | 3:59    |
| 11. | „Excuse My French”     | Schreurs, Degiorgio                                                      | 3:52    |
| 12. | „Paris”                | Van Der Leeuw, Schreurs, Degiorgio, Hoogendorp                           | 4:47    |
| 13. | „My 2 Cents”           | Van Der Leeuw, Schreurs, Degiorgio                                       | 3:45    |
| 14. | „The Wonderful In You” | Van Der Leeuw, Degiorgio, Hoogendorp                                     | 3:10    |
|     |                        |                                                                          | 48:44   |